# Самусіївка (Новогеоргіївський район)
Самусівка (воно ж Самусіївка)  — колишнє село на правому березі Дніпра. Зникло у зв'язку із затопленням водами Кременчуцького водосховища наприкінці 1950-х років.
У XIX ст. Самусівка, як хутір була у складі Подорожненської волості Чигиринського повіту Київської губернії.
Станом на 1946 рік Разом із селами Воронівка, Подорожнє і хутором Качаківка, Самусівка входила до складу Подорожненської сільської ради.